# Batalla de Rumanía
La Batalla de Rumanía hace referencia a la campaña militar (dentro del Frente Oriental) que tuvo lugar en este país en 1944, durante la Segunda Guerra Mundial. El Ejército Rojo lanzó dos ofensivas combinadas contra las defensas de la Wehrmacht y del Ejército rumano, con la intención de recuperar el control de la República Socialista Soviética de Moldavia (perdido durante la Operación Barbarroja, en 1941) y forzar la ruptura del Frente de los Balcanes.

## Desarrollo de las operaciones
Después de las batallas de Ucrania en Korsun-Cherkasy y Kamenets-Podolsky en los primeros meses de 1944, el Ejército Rojo se acercó a las fronteras 
- La Primera batalla de Târgu Frumos (9 - 12 de abril), donde el 2.º Frente Ucraniano ataca las regiones de Târgu Frumos y Botoşani. Las tropas del Eje, sin embargo, lograron resistir el ataque.

- La 1.ª Ofensiva Iaşi-Chişinău (8 de abril - 6 de junio), que acabaría en un fracaso para los soviéticos, dado que las tropas del Eje lograron resistir la invasión.[1]

- La 2.ª Ofensiva de Iaşi–Chişinău (20 - 29 de agosto), que en esta ocasión acabó con una rotunda victoria soviética.[2] Durante esta ofensiva Rumanía cambió de bando y se unió a la Unión Soviética, recortando el final de la guerra en unos meses.[3] El 6.º Ejército alemán quedó rodeado y destruido por segunda vez (tras la primera vez en Stalingrado), mientras que el 8.º Ejército alemán se retiró a Hungría. Las pérdidas soviéticas fueron mínimas.

Después del cambio de bando de Rumanía, las operaciones todavía continuaron:
- La Operación Aradskoi-Bucarest (30 de agosto - 3 de octubre), en la que las tropas soviéticas y rumanas liberan prácticamente toda Rumanía.

- La Batalla de Turda, una de las más largas de la campaña en Transilvania. Durante esta operación las tropas del 8.º Ejército alemán y el 2.º Ejército húngaro organizaron el eje defensivo de Transilvania frente al asalto de las tropas soviéticas y rumanas.

- La Batalla de Păuliş (14 - 19 de setiembre) en la que las tropas soviéticas y rumanas obligaron a los húngaros a retirarse hacia Cuvin.